# Reumont Churchyard
Reumont Churchyard is een Britse militaire begraafplaats gelegen in de Franse plaats Reumont (Noorderdepartement). De begraafplaats wordt onderhouden door de Commonwealth War Graves Commission.
De begraafplaats telt 11 geïdentificeerde Gemenebest graven uit de Eerste Wereldoorlog.